# Bonner TV
Bonner TV was een Duitse sportclub uit Bonn, Noordrijn-Westfalen.

## Geschiedenis
In 1896 werd door de Bonner TV een voetbalafdeling opgericht. De eerste wedstrijd tegen een club van buiten Bonn was tegen Cölner TV en werd met 4:0 verloren. In 1899 kwam de Combinierten Bonner Fußballmannschaft tot stand met twee spelers van Bonner TV en op 30 juli 1899 wonnen zij hun eerste wedstrijd met 3:1 van Cölner FC 1899. In 1900 won de club zelfs een vriendschappelijke wedstrijd met 2:0 van de Belgische landskampioen RC Brussel. Eind 1900 werd zelfs Frankfurter FC Germania 1894 met 5:0 verslagen. In maart 1901 splitsten enkele spelers zich van de vereniging af om het nieuwe Bonner FV op te richten.
In 1912 werd er opnieuw een voetbalsectie opgericht in de turnclub die wedstrijden speelde in zwart-witte uitrusting op de Kölle-Platz. De club sloot zich aan bij de West-Duitse voetbalbond, wat geen sinecure was omdat ze ook al aangesloten waren bij de Deutsche Turnerschaft. In januari 1914 sloot FC Phönix zich bij de voetbalafdeling aan, wat ervoor zorgde dat de club sterker werd, al leed de club ook onder het uitbreken van de Eerste Wereldoorlog en het feit dat enkele spelers sneuvelden. Door die oorlog werd de Zuidrijnse competitie wel opgesplitst waardoor de club in 1915 voor het eerst in de hoogste klasse speelde. BTV deed het meteen goed en eindigde derde achter een autoritair Bonner FV en Siegburger SV 04. Het volgende seizoen werd opnieuw de derde plaats behaald, net achter Siegburg. In het eerste naoorlogse seizoen moest de club in de weer verenigde competitie in de tweede klasse aantreden. Het volgende doel was een stadion bouwen aan de Lievlingsweg. Na één jaar bouw werd het stadion voor 10.000 toeschouwerd ingehuldigd in mei 1921. Enkele dagen eerder was de club met CfR 04 Bonn gefuseerd en beschikte nu over twee stadions. De club speelde nog één seizoen onder de naam TV 04 Bonn en nam dan de naam TuRa 1904 Bonn aannam.
In 1919 had de club FC Normannia 03 zich ook bij BTV aangesloten. Deze club werd op 31 mei 1903 opgericht en speelde in zwart-gele outfit op een terrein aan de Schlachthof maar moest hier na één jaar verhuizen omdat na aansluiting bij de West-Duitse bond besloten werd dat dit terrein niet volstond. Normannia verhuisde naar het Kessenicher Feld dat ook bespeeld werd door Bonner FV en Germania Bonn. Later verhuisde de club naar de Adolfplatz. Normannia speelde in de derde en laagste klasse en draaide mee aan de top maar slaagde er niet in te promoveren naar de tweede klasse. In 1907 verliet de club samen met enkele andere clubs de West-Duitse bond en richtte de Bonner Verband op. De West-Duitse bond verbood zijn leden om te spelen tegen de afvallige clubs waardoor er niets anders op zat dan terug te keren. Tijdens de oorlog vertrokken 54 van de 60 leden naar het front en de meesten keerden niet of zwaargewond terug. Omdat de club geen volwaardig team meer kon opstellen sloten ze zich bij de Bonner TV aan.